# Faixa de precipitação

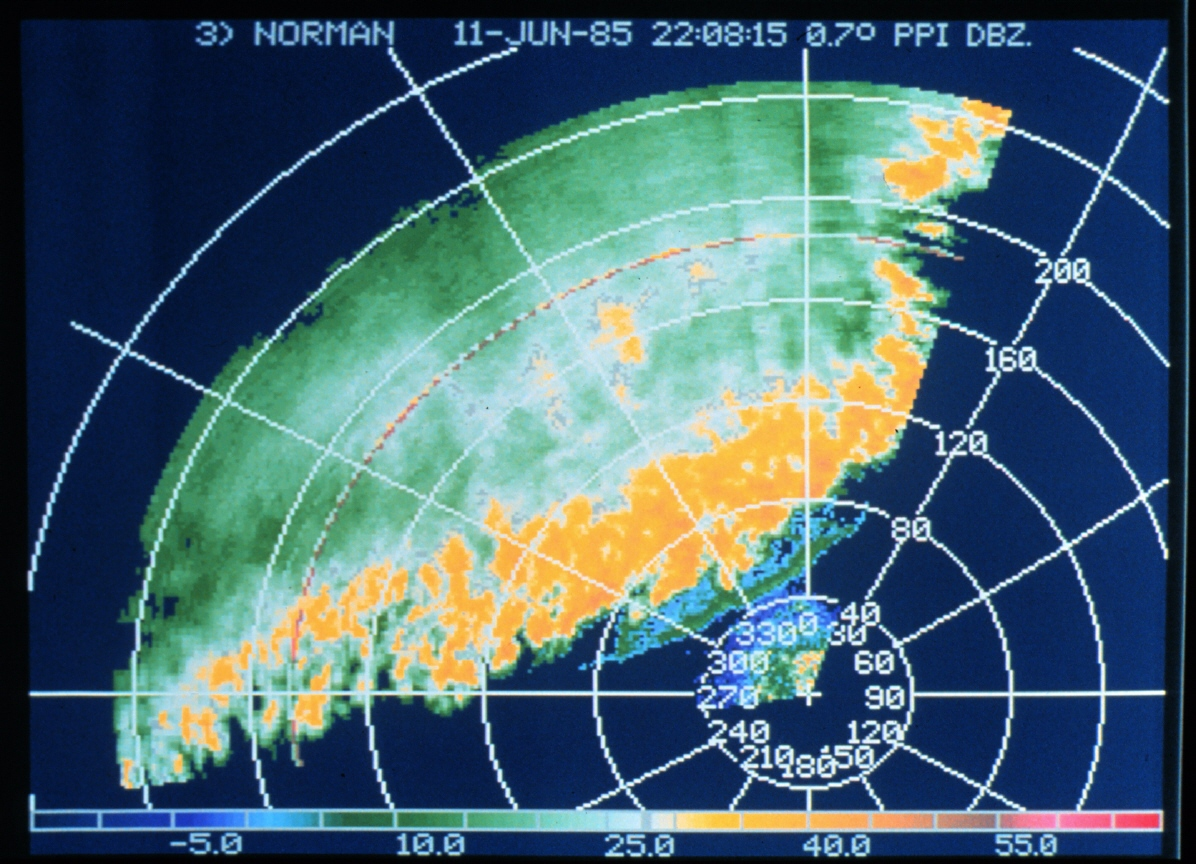
Faixa de tempestades vista em uma tela de radar meteorológico

Uma faixa de precipitação é uma estrutura de nuvem e chuva associada a uma área de precipitação significativamente alongada. As faixas de precipitação em ciclones tropicais podem ser estratiformes ou convectivas e têm formato curvo. Elas consistem em chuvas e tempestades e, juntamente com a parede ocular e o olho, formam um ciclone tropical. A extensão das faixas de precipitação ao redor de um ciclone tropical pode ajudar a determinar a intensidade do ciclone.
As faixas de precipitação geradas perto e à frente de frentes frias podem ser linhas de instabilidade capazes de produzir tornados. Essas faixas associadas às frentes frias podem ser deformadas por barreiras montanhosas perpendiculares à orientação da frente devido à formação de um jato de barreira de baixo nível. Faixas de tempestades podem se formar com limites de brisa marítima e de brisa terrestre, se houver umidade suficiente. Se as faixas de precipitação de brisa marítima se tornarem suficientemente ativas logo adiante de uma frente fria, elas podem mascarar a localização da própria frente fria. A formação de faixas dentro do padrão de precipitação de vírgula de um ciclone extratropical pode gerar quantidades significativas de chuva ou neve. Atrás dos ciclones extratropicais, as faixas de precipitação podem se formar a favor do vento de corpos de água relativamente quentes, como os Grandes Lagos. Se a atmosfera estiver fria o suficiente, essas faixas de precipitação podem produzir neve pesada.

## Ciclones extratropicais

Imagem de radar de 24 de fevereiro de 2007 de um grande centro de tempestades ciclônicas extratropicais em seu pico sobre a região central dos Estados Unidos. Observe a faixa de tempestades ao longo de sua frente fria

As faixas de precipitação antes das frentes quentes oclusas e das frentes quentes estão associadas a um fraco movimento ascendente, e tendem a ser largas e estratiformes por natureza. Em uma atmosfera com umidade rica em baixos níveis e cisalhamento vertical do vento, faixas de precipitação estreitas e convectivas, conhecidas como linhas de instabilidade, formam-se geralmente na região quente do ciclone, à frente de frentes frias fortes associadas a ciclones extratropicais. Faixas de precipitação mais largas podem ocorrer atrás de frentes frias, que tendem a ter precipitação mais estratiforme e menos convectiva. No setor frio de norte a noroeste do centro de um ciclone, em ciclones mais frios, em pequena escala ou mesoescala, podem ocorrer faixas de neve pesada dentro do padrão de precipitação de vírgula de um ciclone com uma largura de 32 quilômetros a 80 quilômetros. Essas faixas na vírgula estão associadas a áreas de frontogênese ou zonas de fortalecimento do contraste de temperatura. A sudoeste dos ciclones extratropicais, o fluxo curvo que traz ar frio através dos relativamente quentes Grandes Lagos pode levar a faixas estreitas de neve com efeito de lago que trazem uma queda de neve localizada significativa.

### Faixa de precipitação frontal fria estreita
Uma faixa de precipitação frontal fria estreita, em inglês: narrow cold-frontal rainband (NCFR), é uma característica de limites frontais frios particularmente nítidos. Geralmente, elas podem ser vistas facilmente em fotos de satélite. Normalmente, as NCFRs são acompanhadas de ventos fortes com rajadas e chuvas breves, mas intensas. A convecção pode ou não ocorrer, dependendo da estabilidade da massa de ar que está sendo levantada pela frente. Essas frentes geralmente também são marcadas por uma mudança brusca de vento e queda de temperatura.

## Ciclones tropicais

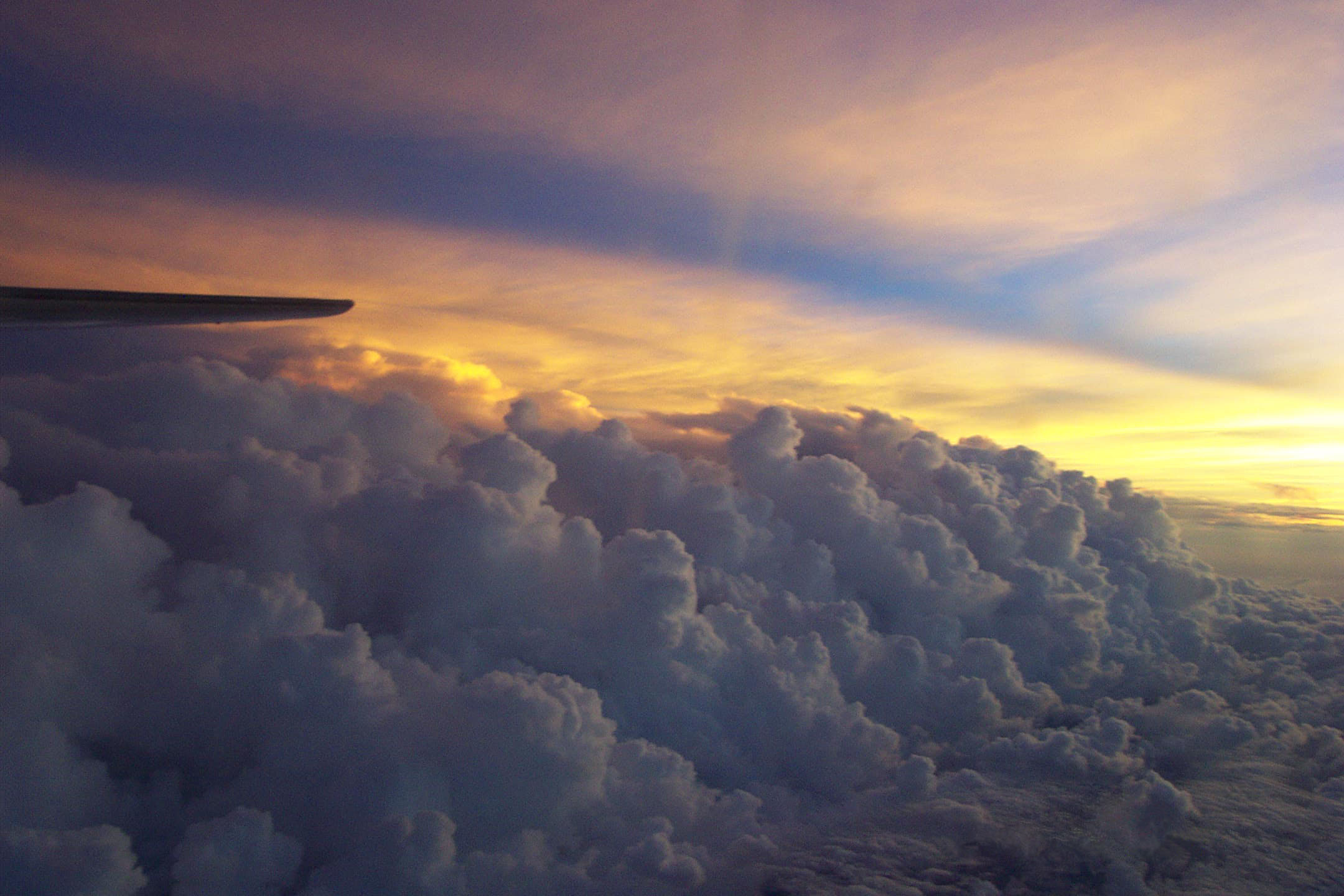
Faixas de precipitação no furacão Isidore

As faixas de precipitação existem na periferia dos ciclones tropicais, que apontam em direção ao centro de baixa pressão do ciclone. As faixas de precipitação dentro dos ciclones tropicais requerem muita umidade e um reservatório de ar mais frio em níveis baixos. As faixas localizadas entre 80 km e 150 km do centro de um ciclone migram para fora. Elas são capazes de produzir chuvas fortes e rajadas de vento, bem como tornados, especialmente no quadrante frontal direito da tempestade.
Algumas faixas de precipitação se aproximam do centro, formando uma parede do olho secundária ou externa em furacões intensos. As faixas de precipitação em espiral são uma estrutura tão básica para um ciclone tropical que, na maioria das bacias de ciclones tropicais, a técnica Dvorak baseada em satélite é o principal método usado para determinar os ventos máximos sustentados de um ciclone tropical. Nesse método, a extensão da faixa espiral e a diferença de temperatura entre o olho e a parede do olho são usadas para atribuir um vento máximo sustentado e uma pressão central. Os valores de pressão central para seus centros de baixa pressão derivados dessa técnica são aproximados.
Diferentes programas têm estudado essas faixas de precipitação, incluindo o Hurricane Rainband and Intensity Change Experiment.

## Forçadas pela geografia
As faixas de precipitação convectivas podem formar-se paralelamente ao terreno em seu lado de barlavento, devido a ondas estacionárias desencadeadas por colinas a montante da formação da nuvem. O espaçamento entre eles é normalmente de 5 a 10 quilômetros. Quando as faixas de precipitação próximas às zonas frontais se aproximam de topografia íngreme, uma corrente de jato de barreira de baixo nível se forma paralelamente e logo antes da crista da montanha, o que desacelera a faixa de precipitação frontal logo antes da barreira da montanha. Se houver umidade suficiente, as frentes de brisa marítima e de brisa terrestre podem formar faixas de precipitação convectivas. As linhas de tempestade da frente de brisa marítima podem se fortalecer o suficiente para mascarar a localização de uma frente fria que se aproxima ao anoitecer. A borda das correntes oceânicas pode levar ao desenvolvimento de faixas de tempestade devido ao diferencial de calor nessa interface. O sotavento das ilhas, faixas de chuvas e tempestades podem se desenvolver devido à convergência de ventos de baixo nível o sotavento das bordas das ilhas. No litoral da Califórnia, isso foi observado no rastro de frentes frias.